# Gordon Hultquist
Axel Gordon Hultquist, né en 1904 à Bunbury et mort à la guerre le 1er novembre 1941, est un homme politique néo-zélandais.

## Biographie
Né en Australie-Occidentale, il est le fils d'un immigré suédois. La famille émigre en Nouvelle-Zélande lorsque le garçon n'a que 4 ans. Il suit une formation professionnelle technique après sa scolarité, et devient dans le même temps réserviste volontaire des forces armées. Il trouve un emploi comme ouvrier ingénieur électrique, se syndique et devient membre à 17 ans du Parti travailliste, le parti des organisations syndicales et ouvrières. Il est membre de l'équipe de campagne du candidat travailliste Dan Sullivan (en) (futur ministre des Industries) aux élections législatives de 1922, puis est candidat sans succès aux élections au conseil municipal d'Auckland de 1931 et de 1933.
Aux élections législatives de 1935, à l'âge de 30 ans, il ravit aux conservateurs la circonscription de la baie de l'Abondance et entre à la Chambre des représentants de Nouvelle-Zélande. Ces élections marquent la première victoire électorale nationale des travaillistes, et Gordon Hultquist est le deuxième plus jeune député à la nouvelle assemblée. Il siège comme membre d'arrière-ban de la majorité parlementaire du gouvernement de Michael Joseph Savage, qui met en place un État-providence en Nouvelle-Zélande.
Engagé volontaire en octobre 1939 pour la Seconde Guerre mondiale, il est affecté comme ingénieur électrique au corps des communications militaires de l'armée de terre néo-zélandaise (New Zealand Corps of Signals), avec le rang de sous-lieutenant. Bientôt promu lieutenant, il participe à la bataille de Grèce et à la bataille de Crète. Il meurt de la grippe en Égypte durant la guerre du Désert, à l'âge de 37 ans. Il est inhumé au cimetière militaire d'El-Alamein,,.